# لئو ایتینگر
لئو ایتینگر (به انگلیسی: Leo Eitinger؛ زاده ۱۲ دسامبر ۱۹۱۲ - درگذشته ۱۵ اکتبر ۱۹۹۶ در ۸۳ سالگی)، یک استاد دانشگاه و روان‌پزشک چکسلواکیایی- نروژی بود.

وی تحقیقات بالینی مهمی در مورد بیماری‌های روانی در بین پناهندگان و بازماندگان اردوگاه‌های کار اجباری انجام داده‌است. لئو ایتینگر، پایه‌گذار رشته روان‌پزشکی بحران و بلایا، به عنوان یک ماده درسی، در دانشگاه اسلو بوده‌است.

## زندگی‌نامه
لئو ایتینگ، در تاریخ ۱۲ دسامبر ۱۹۱۲ از پدر و مادری یهودی، در استان موراویای جنوبی، در جمهوری چک (فعلی) که در آن زمان بخشی از اتریش-مجارستان بود به دنیا آمد. وی قبل از گریختن به نروژ در سال ۱۳۳۹ میلادی، در جوانی خود، در شهر برنو، مرکز استان موراویای جنوبی، پزشکی تحصیل کرده بود؛ بنابراین او خود را در نروژ به عنوان یک پزشک معرفی کرد. هر چند مدارک خود را در اثر شرایط سخت مربوط به حوادث جنگ جهانی دوم از دست داده بود.

لئو ایتینگ، بعد از اشغال نروژ به دست قوای هیتلری، به نیروهای مقاومت نروژ پیوست. اما در سال ۱۹۴۲ دستگیر و به اردوگاه تمرکز اسرای جنگی فرستاده شد. وی بین سالهای ۱۹۴۲ تا ۱۹۴۵ را در اردوگاه آشویتس و اردوگاه مرگ بوخن‌والد، به سر برده‌است.
پس از جنگ جهانی دوم، لئو ایتینگ، به نروژ بازگشت و در نروژ تحصیلات تکمیلی خود، در رشته روان‌پزشکی را به اتمام رساند. بعد از تسلیم پایان نامهٔ تخصصی خود در مورد سلامت روان، در میان پناهندگان، در سال ۱۹۶۶، وی در مقام استاد، به استخدام دانشگاه اسلو درآمد. وی از سال ۱۹۸۳ میلادی، به ریاست کمیسیون پزشکی قانونی نروژ منصوب شد.
لئو ایتینگ، محققی شناخته شده در سطح جهانی بود. از جمله تحقیقات وی روی بازماندگان اردوگاه‌های کار اجباری جنگ جهانی دوم و نیز مطالعات بعدی وی در مورد ناراحتی‌های روانی در میان پناهندگان سیاسی، دارای اعتبار بین‌المللی است.
در سال ۱۹۵۴ برای تقدیر از رساله ای که وی در مورد تأثیرات روانی سوابق نظامی، بر زندگی افراد نوشته بود، مدال طلای پادشاه را دریافت کرد. لئو ایتینگ، از سال۱۹۵۷ به عضویت کمیسیون پزشکی معلولیت‌های جنگی درآمد. در سال ۱۹۸۴ وی به همراه همسرش یک صندوق و یک مؤسسه جایزه حقوق بشر(UiO) بنیاد نهاد.